# 仙石政因
仙石 政因（せんごく まさより、寛文10年（1670年) - 元文5年10月20日（1740年12月8日））は、江戸時代の旗本で信濃国矢沢知行所第2代領主（2700余石）。初名は政長。通称は吉十郎、采女。父は旗本仙石政勝で、子に仙石政辰（出石藩主）、養子に仙石政啓（跡継ぎ）、姉妹に貞雲院（仙石政治）室がいる。
延宝4年（1676年）4月11日、将軍徳川家綱に拝謁。寛政重修諸家譜によると元禄9年（1696年）に父の政勝の隠居により家督を相続したとある。しかし、元禄6年（1693年）8月に政勝が「仙石政因宛同政勝覚書」をしたためている所を見るとこの年に実質家督を相続したとみられる。